# Любарцы
Лю́барцы (укр. Любарці) — село, входит в Бориспольский район Киевской области Украины.
Население по переписи 2001 года составляло 2118 человек. Почтовый индекс — 08360. Телефонный код — .

## Местный совет
08360, Киевская обл, Бориспольский р-н, с. Любарцы, ул. Ленина, 67